# 姚元禎
姚元禎（1555年—？），字開甫，浙江寧波府慈谿縣人，民籍，明朝政治人物。

## 生平
萬曆四年丙子科浙江鄉試第七十二名，萬曆五年（1577年）丁丑科會試第一百六十名，登三甲第二十三名進士。授江西吉安府推官。

## 家族
曾祖姚汀，曾任知府；祖父姚稱；父姚孟禮。母趙氏。具庆下。